# Inga tenuiloba
Inga tenuiloba é uma espécie vegetal da família Fabaceae.
Espécie endêmica que só pode ser encontrada na Costa Rica. Seu habitat natural está em declínio devido ao desmatamento, ameaçando esta espécie à extinção.

## Características
- Altura : 20 metros;
- Tronco : Delgado;
- Folhas : Compostas, com folíolos oblongos e elípticos;
- Flores : Brancas dispostas em cachos;
- Fruto : Vagem longa e achatada, contendo varias sementes;

## Curiosidades
Não há um nome comum para esta espécie na língua portuguesa e ela é muito pouco estudada.